# Шторм (фільм, 1957)
«Шторм» — радянський історико-революційний художній фільм 1957 року. За однойменною п'єсою Володимира Білль-Білоцерковського.

## Сюжет
За однойменною п'єсою Володимира Білль-Білоцерківського про драматичні події перших років після революції.

## У ролях
- Сафонов Всеволод Дмитрович
- Попова Емма Анатоліївна
- Лебедєв Євген Олексійович
- Граббе Микола Карлович
- Філіппов Сергій Миколайович
- Кострічкін Андрій Олександрович